# Гёргюлю, Ферхат
Ферхат Гёргюлю (тур. Ferhat Görgülü; 28 октября 1991 года, Вендам) — нидерландский футболист, играющий на позиции защитника.

## Клубная карьера
Родившийся в нидерландском городе Вендам Ферхат Гёргюлю начинал свою карьеру футболиста в местном одноимённом клубе. 4 марта 2011 года он дебютировал в Первом дивизионе, выйдя на замену в концовке домашнего матча со ситтардской «Фортуной». В середине июля 2012 года Гёргюлю перешёл в другой клуб Первого дивизиона «Осс». 12 августа того же года он забил свой первый гол на профессиональном уровне, открыв счёт в домашнем поединке против «Ден Босха».
В июле 2013 года Ферхат Гёргюлю стал футболистом команды турецкой Суперлиги «Генчлербирлиги». 15 декабря того же года он дебютировал на высшем уровне, выйдя в основном составе в домашней игре с «Галатасараем». Летом 2017 года Гёргюлю перешёл в другой клуб турецкой Суперлиги «Карабюкспор».